# Samnaun
Samnaun (romanche: Samignun) é uma comuna da Suíça, no Cantão Grisões, com cerca de 788 habitantes. Estende-se por uma área de 56,18 km², de densidade populacional de 14 hab/km². Confina com as seguintes comunas: Ischgl (AT - 7), Kappl (AT-7), Ramosch, See (AT-7), Spiss (AT-7) e Tschlin.
A língua oficial nesta comuna é o Alemão.

## História
O vale foi usado, primeiramente, como área sazonal de pastagens, para as vilas de Tschlin e Ramosch. Em 1220, houve a primeira menção a casas de fazenda. Estas casas e campos foram dadas como presentes à Abadia de Marienberg pelos condes do Castelo de Tarasp, no século XII.

## Geografia
Samnaun tem uma área de 56.2 km2. Desta área, 46% é usada na agricultura, enquanto 11,7% é ocupada por florestas. Do resto do território, 0,9% é construído (imóveis ou estradas), e o restante (41,2%) é ocupado por áreas não-produtivas (rios, geleiras ou montanhas).
A comuna está localizada no sub-distrito de Ramosch, no distrito de Inn. Situa-se no lado esquerdo do vale da Engadina, a uma altitude de 1740 a 1800 m sobre o nível do mar. Consiste em cinco povoados: Compatsch, Laret, Plan (Plaun), Ravaisch e Samnaun.
No século XIX, a única forma para se chegar a Samnaun por estrada era através de Spiss, na Áustria. Assim, Samnaun era excluída das taxas alfandegárias suíças, e mantém o privilégio no século XX, mesmo após ter sido construída uma estrada em 1905 ligando Samnaun a Martina, no vale do rio Inn.

## Demografia
Em 31 de dezembro de 2010, a população de Samnaun era de 808 habitantes ,  sendo que, em 2008, a porcentagem de estrangeiros na população total era de 19,2%.
A evolução histórica da população de Samnaun é apresentada na seguinte tabela:
| ano  | população |
| ---- | --------- |
| 1835 | 387       |
| 1850 | 313       |
| 1900 | 357       |
| 1950 | 424       |
| 2000 | 743       |
| 2010 | 808       |

## Idiomas
De acordo com o censo de 2000, a maioria da população fala alemão (93,5%), sendo o português a segunda língua mais falada (1,7%), e o servo-croata a terceira (1,6%). Samnaun é o único lugar na Suíça onde é falada a forma bávara da língua alemã. 
| Idiomas em Samnaun |               |               |               |               |               |               |
| Languagesuppe      | Censo de 1980 | Censo de 1980 | Censo de 1990 | Censo de 1990 | Censo de 2000 | Censo de 2000 |
| Languagesuppe      | Número        | Percentual    | Número        | Percentual    | Número        | Percentual    |
| Alemão             | 569           | 95.31 %       | 619           | 97.02 %       | 695           | 93.54 %       |
| Romanche           | 4             | 0.67 %        | 10            | 1.57 %        | 6             | 0.81 %        |
| Italiano           | 1             | 0.17 %        | 3             | 0.47 %        | 6             | 0.81 %        |
| População          | 597           | 100 %         | 638           | 100 %         | 743           | 100 %         |

## Galeria

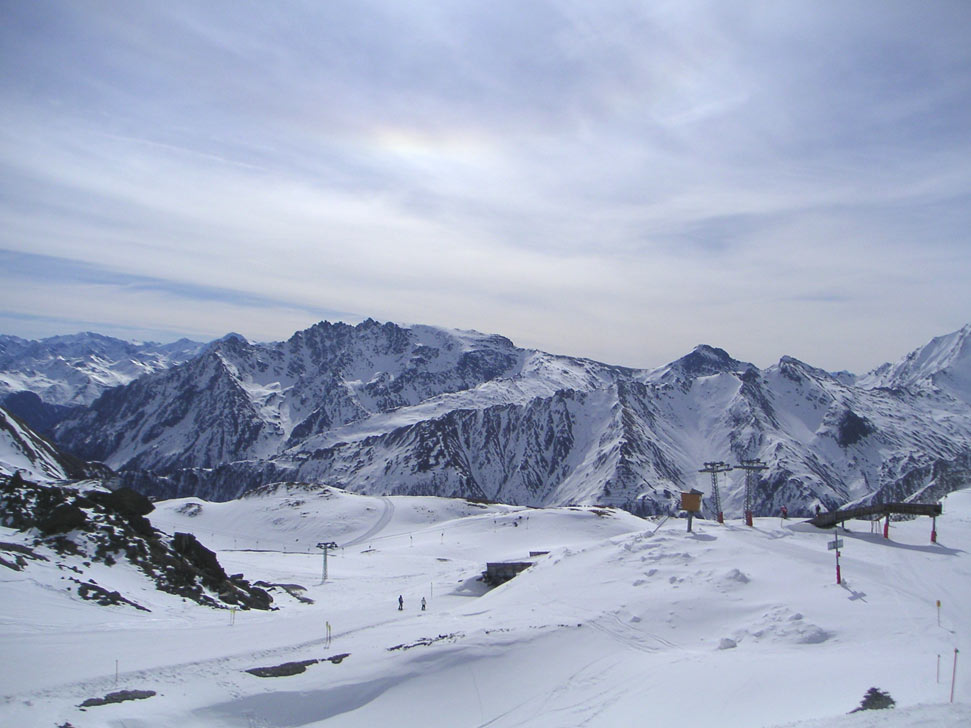
Área de esqui próxima a Samnaun
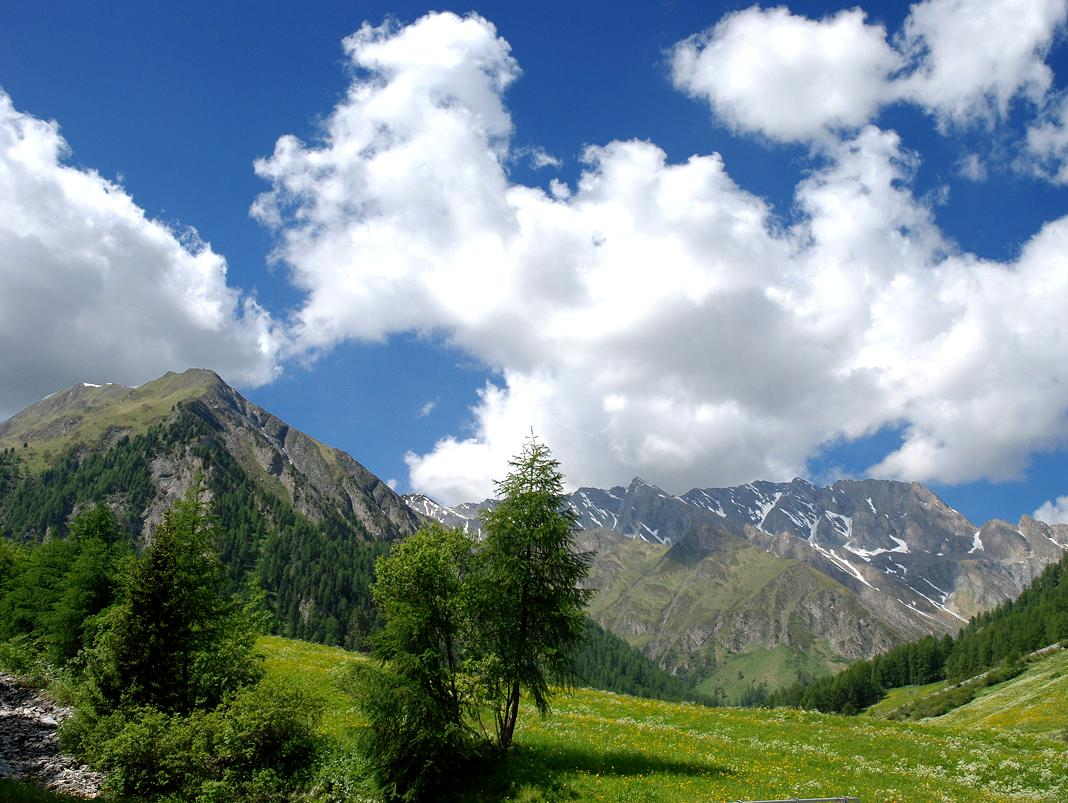
Vale de Samnaun
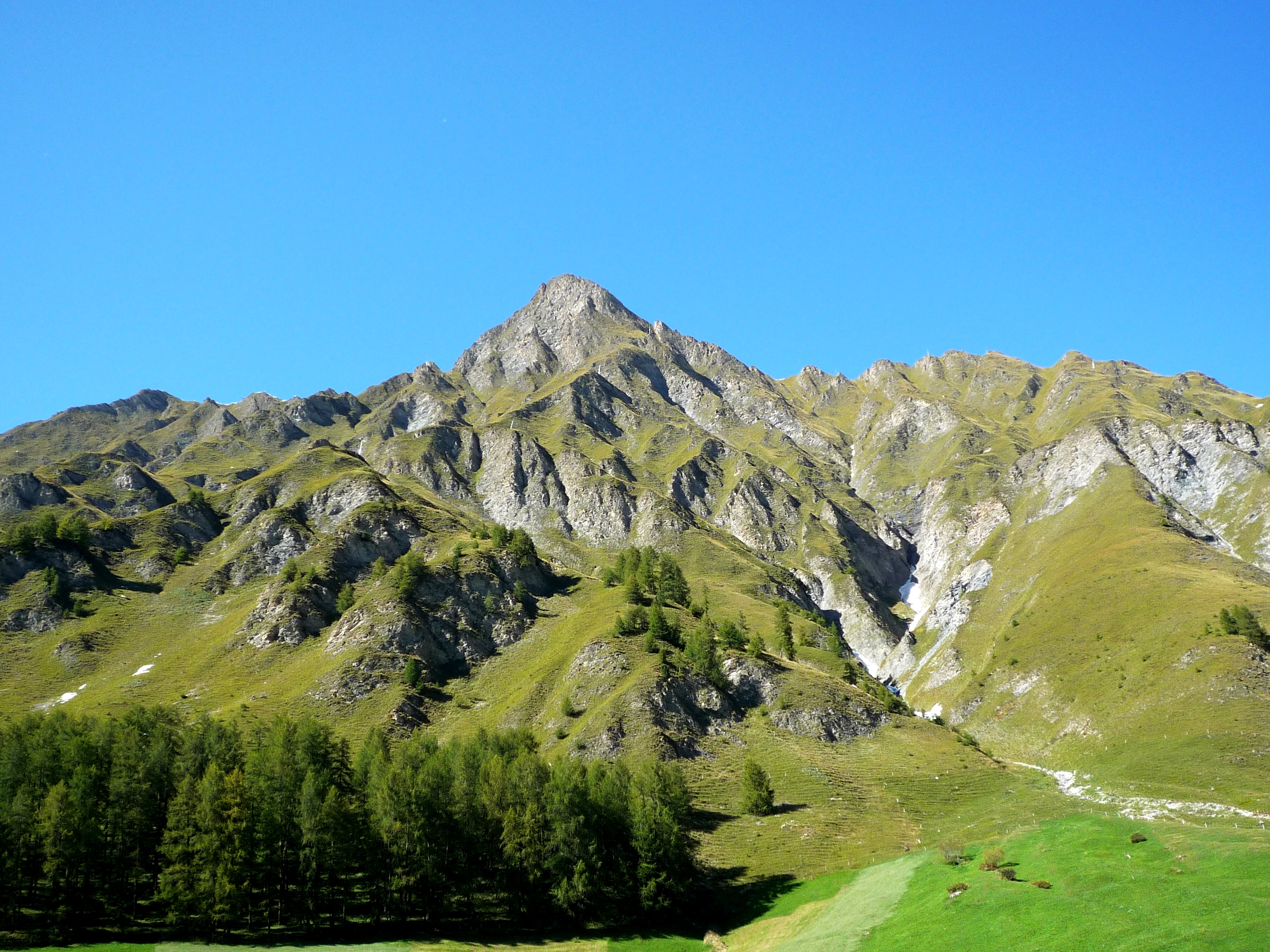
Vista de Samnaun a partir do Piz Ot (altitude: 2.758 m)